# Зелёная Роща (Кущёвский район)
Зелёная Роща — хутор в Кущёвском районе Краснодарского края.
Входит в состав Раздольненского сельского поселения.

## География
Расположен в балке Россошь ( приток реки Большой Эльбузд ) .

### Улицы
- ул. Пролетарская,
- ул. Целинная.

## Население
| 2002 | 2010 |
| ---- | ---- |
| 261  | ↘259 |